# 王竪
王豎（1425年—？），字希成，直隸河間府鹽山縣人，明朝政治人物。進士出身。

## 生平
順天府鄉試第一百三十八名。天順元年（1457年）丁丑科會試第二百四十四名，殿試登進士第三甲第九名。

## 家族
曾祖王得林，贈吏都尚書。祖父王福善。父王子中。